# Centre hospitalier Alpes-Isère
Le centre hospitalier Alpes-Isère (CHAI) est un établissement public de santé mentale situé à Saint-Égrève dans le département de l'Isère, en région Auvergne-Rhône-Alpes.
Situé à 7 km de Grenoble, préfecture du département de l'Isère, il est un des principaux établissements de soins psychiatriques de ce département.
L'établissement accueille des patients de tous âges et atteints de diverses pathologies psychiatriques, avec ou sans leur consentement, selon les dispositions légales en vigueur en France.

## Historique

### Le prieuré Saint-Robert
L'actuel établissement est situé sur le site de l'ancien prieuré Saint-Robert-de-Cornillon, couvent fondé par le dauphin Guigues-le-vieux de la Maison d'Albon. L'édifice religieux fut construit en 1070 par des moines sous la dépendance de l’abbaye bénédictine de la Chaise-Dieu en Haute-Loire (à l'époque le Velay). 
En 1691, le roi Louis XIV fit bâtir dans les jardins de ce couvent un hôpital pour les malades et blessés de l’armée d’Italie, qu’il laisse à la charge des religieux. Un dépôt de mendicité est créé en 1812, durant le Premier Empire dénommé la « Maison de refuge de Saint-Robert ».

### L'asile Saint-Robert
Afin de se conformer à la loi du 30 juin 1838 sur l'enfermement des aliénés, le conseil général de l’Isère transforme le dépôt de mendicité de Saint-Robert en un asile d’aliénés. 
En avril 1843, l'établissement présente un effectif de 169 aliénés. Entre 1844 et 1864, le Dr Louis Antoine Évrat, médecin directeur de l’asile de Saint-Robert, décide de le transformer en un asile d’aliénés « moderne », assurant une prise en charge axée sur le soin. Cent ans plus tard, en 1940, l'hôpital Saint-Robert devenu un hôpital psychiatrique départemental, accueille près de 1 700 professionnels de santé, 19 000 malades par an, ce qui place l'établissement parmi les plus grands établissements psychiatriques français et le deuxième en région Auvergne-Rhône-Alpes,.

## Description et organisation

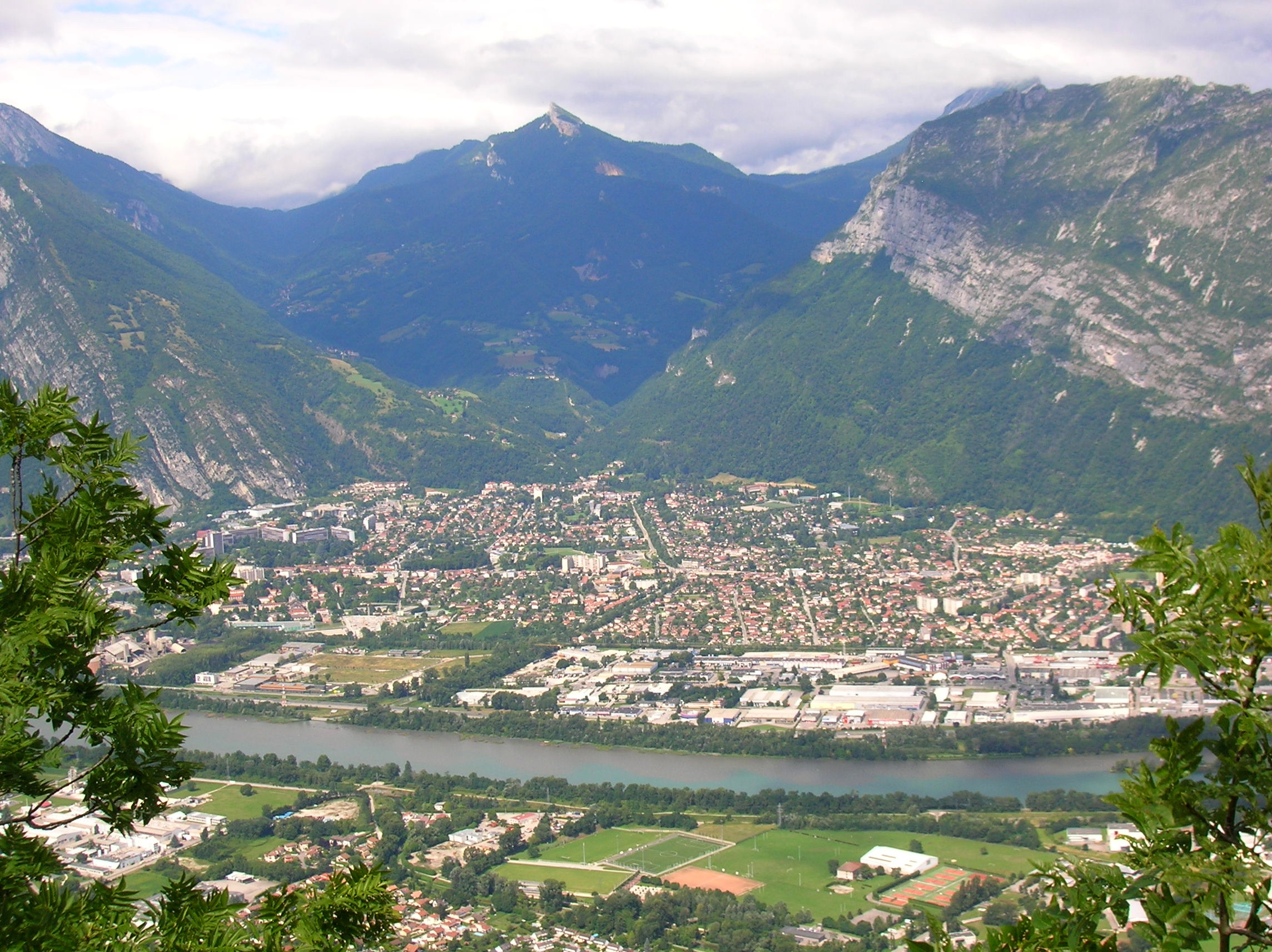
Panorama de la ville de Saint-Égrève depuis le Vercors
Les bâtiments du CHAI sont visibles sur la partie gauche de la photo

Le centre hospitalier Alpes-Isère  est situé non loin du centre-ville de la commune de Saint-Égrève, à proximité de la ligne de voie ferrée Grenoble-Lyon. Son domaine comprend plusieurs bâtiments tous construits entre le XIXe siècle et le XXIe siècle, ceux-ci hébergeant les services de soins et d'hospitalisation, ainsi que la direction de l'établissement. 

### Les différents pôles
Selon le site web de cet établissement public de santé mentale (EPSM), celui-ci dessert un total d'environ 800 000 habitants répartis dans un bassin de population correspondant à la partie sud du département de l'Isère. Il existe trois pôles pour la psychiatrie adulte : le pôle « Drac Trièves Vercors », le pôle « Grenoble Grésivaudan » et le pôle « Voironnais » ainsi qu'un pôle pour la psychiatrie infanto-juvénile qui couvre l'ensemble du territoire du bassin correspondant .
En outre de ces quatre pôles de répartition géographique, l'établissement comprend six autres pôles de différentes qualifications installées dans le domaine de Saint-Égrève : le pôle Ingénierie Logistique Sécurité ,  le pôle finance et contractualisation, le pôle compétences, le pôle des troubles du spectre autistique, le pôle liaison urgence et spécificités et le pôle patients qualité offre de soins.
Si le principal site d'accueil est situé sur le territoire de la commune de Saint-Egrève, le centre hospitalier propose également de nombreux lieux (70 en 2018) de soins répartis sur l'ensemble de son territoire de compétence. Les équipes de soins y sont très spécialisées dans de nombreux domaines tels que l'addictologie, la psychiatrie pénitentiaire, la précarité, les troubles de la sphère autistique, les urgences psychiatriques.

### Le CADIPA
Au sein du pôle des troubles du spectre autistique, le centre alpin de diagnostic précoce de l’autisme (CADIPA) est une unité d’évaluation liée au centre de ressource autisme de Lyon. Cette structure est rattachée au pôle clinique des troubles du spectre autistique du CHAI.
Au sein de cette structure une équipe pluridisciplinaire accueille les enfants et leurs familles adressés par un médecin afin d’établir un diagnostic et une évaluation des compétences de l’enfant. Un projet de soins global et individualisé peut y être proposé . En 2019, cette structure est jugée insuffisamment dotée pour prendre en charge l'ensemble de la population concernée.

### L'hôpital de jour soins conjoints parents-bébé
La direction du CHAI a ouvert en décembre 2023, l'« hôpital de jour soins conjoints parents-bébé ». Inauguré le 11 avril 2024, cette unité de soins psychiques, unique dans le département , est destinée aux nourrissons jusqu'à 18 mois, à leurs parents, ainsi qu'aux femmes enceintes. Dotée de six places quotidiennes, la structure offre un accompagnement adapté à des bébés et familles connaissant de « sérieuses vulnérabilités ou difficultés ».

## Chiffres clés

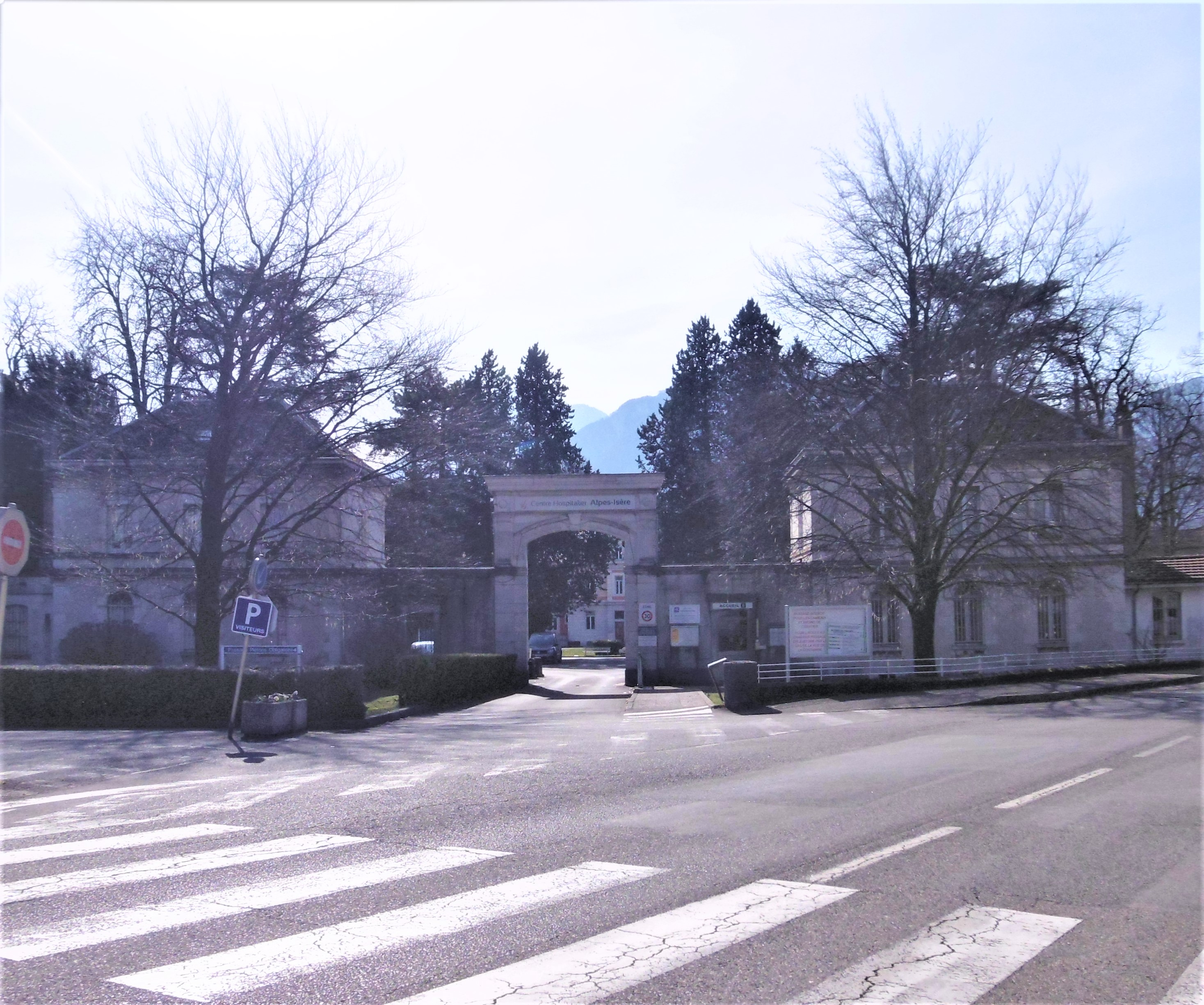
Entrée principale du centre hospitalier février 2021

Selon le site de l'établissement, le CHAI propose :
- Plus de 120 structures de soins
- Plus de 300 lits (375 lits selon la HAS[10])
- Près de 1 700 professionnels

## Accès

### Par la route
Depuis Lyon, Valence ou Grenoble, on peut accéder au CHAI par l’autoroute A48, voie permettant la liaison de Lyon à Grenoble. Cette autoroute est connectée avec l'A480 à Sassenage et avec l'A49 à Voreppe, au nord de Saint-Egrève. 
La bretelle de sortie n°14 permet de rejoindre l'établissement. La route RD 305f, longeant le centre commercial carrefour permet ensuite de rejoindre un rond-point où un panneau routier indique la direction du centre hospitalier.
 14 Saint-Égrève nord à 52 km : Saint-Égrève, Fontanil-Cornillon.

### Par les transports publics

#### Transports urbains

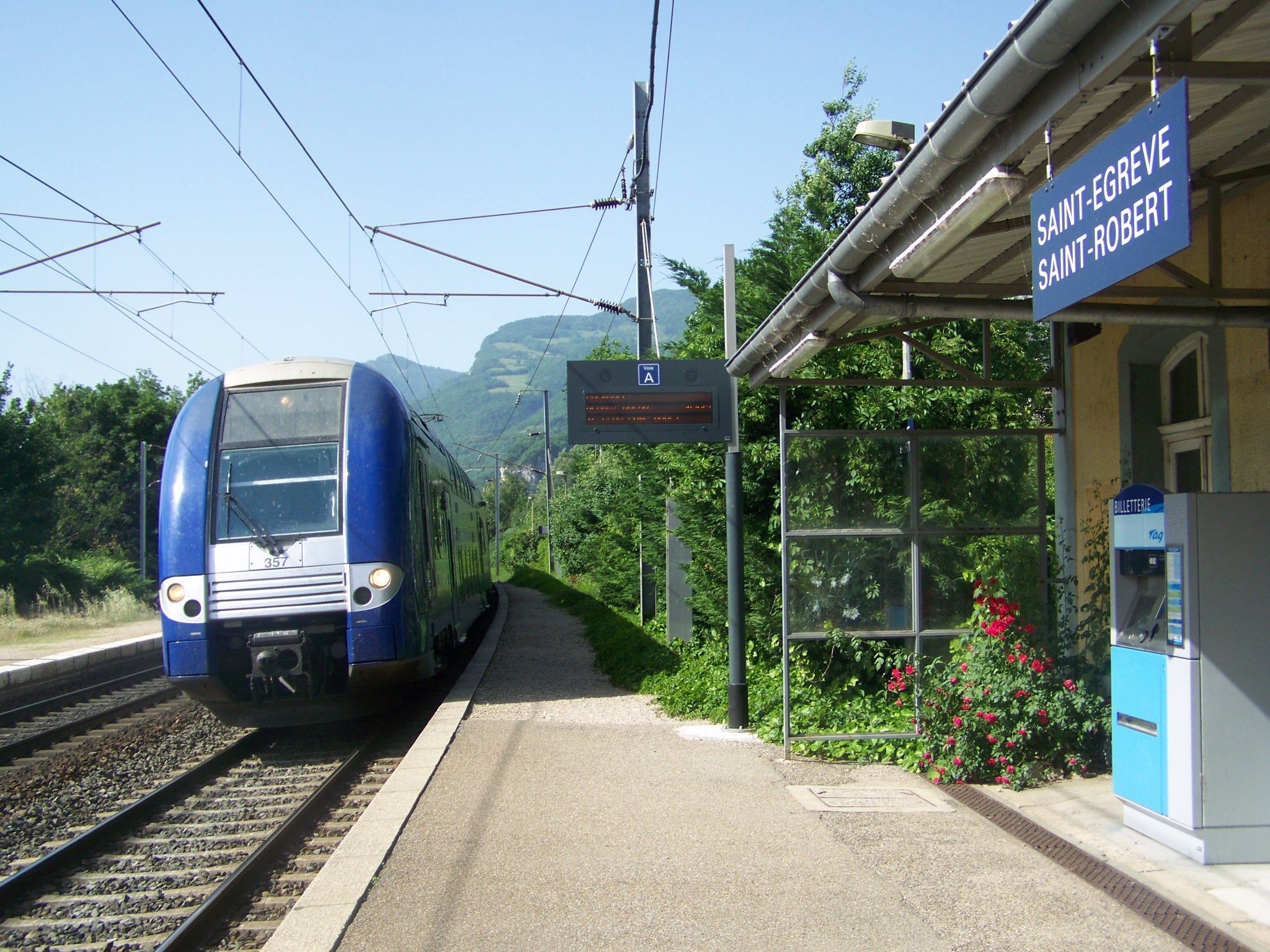
La gare de Saint-Égrève porte le nom de Saint-Robert qui rappelle l'ancien nom de l'asile d'aliénés au XIXe siècle

Le secteur de l'établissement est desservi par le réseau des Transports de l'agglomération grenobloise, dont une ligne de tramway et des lignes de bus TAG desservant le quartier de la gare :
- la ligne E : Palluel (Fontanil-Cornillon) ⇔ Louise Michel (Grenoble)
- la ligne Proximo 22 : Gare (Saint-Égrève) ⇔ Presqu'île (Grenoble);
- la ligne Flexo 52 : Gare (Saint-Égrève) ⇔ Mairie (Veurey-Voroize);

#### Transport ferroviaire
L'établissement est situé à proximité immédiate de la gare ferroviaire (Saint-Égrève-Saint-Robert) ce qui permet de rejoindre Grenoble en 6 minutes ainsi qu'à Saint-Marcellin, Gières et Chambéry. Le train est également le moyen le plus rapide pour rejoindre les gares situées de l'autre côté de Grenoble telles que celles d'Échirolles et de Gières-Universités.

#### Transport aérien
L'aéroport le plus proche est l'aéroport de Grenoble-Isère situé à environ 30 km. On peut rejoindre cet aéroport par la gare routière de Grenoble.

## Faits divers

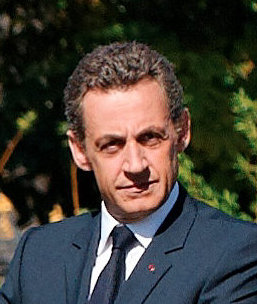
Nicolas Sarkozy en 2008.

Le 12 novembre 2008, un homme âgé de 56 ans, déjà auteur de plusieurs agressions à l'arme blanche par le passé, poignarde mortellement, en pleine journée, un jeune étudiant, sur un trottoir du cours Berriat, une grande artère commerçante de la ville de Grenoble. Le quinquagénaire venait de fuguer ce jour-là du centre hospitalier Alpes-Isère.

Cette affaire a été rapidement très médiatisée, en raison de la tournure politique qu'a pu prendre l'événement. Le 13 novembre, soit le lendemain même de l'événement, le Président de la république Nicolas Sarkozy fait le point avec les ministres concernés sur les circonstances de la mort de cet étudiant et sur la responsabilité éventuelle de certains professionnels du centre hospitalier en « s'interrogeant sur les conditions de sorties des malades mentaux ». Le président Nicolas Sarkozy fit ensuite cette déclaration à la presse :
«  J’ai été choqué par cette affaire.[…]  Voilà une personne éminemment dangereuse qui bénéficiait pourtant de deux sorties par semaine ! […] Ces faits divers doivent nous interroger sur les lacunes qu’ils peuvent révéler dans le système d’organisation et de prise en charge. Surtout lorsque ces drames ne peuvent être imputés à la fatalité. »

## Reportages

### Presse écrite
Un article dénommé « Didier, autiste et enchaîné » signé par Bruno Lus et Coline Vasquez et illustré par Jacques Floret, publié en 2018 par la revue XXI évoque les conditions d'internement d'une personne atteinte d'autisme dans l'établissement .